# David Bale
David Charles Howard Bale (Sudáfrica; 2 de septiembre de 1941 - Santa Mónica, California; 30 de diciembre de 2003) fue un activista y empresario sudafricano. Fue esposo de la activista feminista Gloria Steinem y padre del actor Christian Bale.

## Vida y carrera
Bale nació en Sudáfrica. Su padre, Philip Bale, fue piloto de la RAF (Real Fuerza Aérea británica).
Bale creció en Inglaterra, Egipto y las Islas del Canal.
Trabajó como piloto comercial, y más tarde en una aerolínea regional de pasajeros en Inglaterra.
Sus actividades comerciales incluyeron la comercialización de vaqueros importados y monopatines.
Bale fue un activista de causas ambientales y de los derechos de los animales. Fue miembro del consejo de la Dian Fossey Gorilla Fund y de la Fundación Arca, que en 2002 se convirtió en la sucursal de Hollywood de la Sociedad Protectora de Animales de los Estados Unidos. Sus amigos recuerdan cómo organizaba a sus vecinos en Nueva York para abastecer de agua a los pájaros durante las olas de calor y cómo trabajó en California para evitar la destrucción de los árboles en aras al desmedido desarrollo inmobiliario de la zona.
También fue miembro del Consejo para la Educación Mundial, Inc., una organización internacional sin fines de lucro, reconocida por su trabajo en el desarrollo educativo, ubicada en Boston.

## Matrimonio con Steinem
Bale se casó tres veces.
Con Sandra Kreunen (en Sudáfrica) tuvo una hija, Erin Kreunen Bale. Después de divorciarse, se casó en Inglaterra con Jenny James, con quien tuvo tres hijos: Louise, Sharon, y Christian Bale, reconocido actor. Este último siempre ha alabado a su padre y demostrado su cariño por él.
El 3 de septiembre de 2000, Bale se casó con la escritora feminista, periodista, activista y dirigente política Gloria Steinem en Oklahoma (Estados Unidos), en una ceremonia privada cherokee celebrada por Wilma Mankiller.
En el momento de su matrimonio, Bale estaba encarando su proceso de deportación por sobrepasar el tiempo de estancia permitido por su visa. Sin embargo, tanto Steinem como Bale negaron que la motivación para la boda fuera el estatus de inmigración de Bale.
Bale, que se consideraba a sí mismo un feminista y crio a sus cuatro hijos como padre soltero, no tuvo problemas en aceptar el rol público de Steinem, acompañándola en sus viajes y conferencias. A su vez, Steinem proclamaba que hablar con Bale demostraría a los jóvenes que era posible tener una relación y seguir siendo uno mismo.

## Crítica del matrimonio
En el pasado, Steinem había sido muy crítica contra la institución del matrimonio, afirmando que «en este país, el matrimonio fue el modelo de ley de esclavitud».
Explicó luego su cambio de actitud hacia el matrimonio, diciendo:

Yo no cambié, lo que cambió fue el matrimonio. En Estados Unidos pasamos 30 años cambiando las leyes sobre el matrimonio. Si me hubiera casado cuando se suponía que tenía que hacerlo, habría perdido mi nombre, mi residencia legal, mi calificación de crédito, y la mayoría de mis derechos civiles. Eso ya no es así. Ahora es posible hacer un matrimonio igualitario».
Gloria Steinem

## Muerte
Bale y Steinem permanecieron casados hasta que Bale murió de linfoma en el cerebro el 30 de diciembre de 2003, a la edad de 62 años.